# August Körber

August Körber (ca. 1935)

August Körber – 18.01.1942 – Rastenburg (Ketrzyn) Ostfront

August Körber (* 27. Januar 1905 in Edesheim (Northeim); † 4. Februar 1983 in Northeim) war ein deutscher SS-Führer, der von 1932 bis 1945 dem Führerbegleitkommando, der Leibwache Adolf Hitlers, angehörte.

## Biografie
August Körber besuchte die Volks- und Mittelschule in Edesheim bis zum 14. Lebensjahr. Anschließend wurde er zum Landwirt auf dem elterlichen Hof ausgebildet.
Als überzeugter Nazi trat er bereits 1923 der NSDAP bei. Von 1924 bis 1925 war er bei der Reichswehr (Infanterie und Kavallerie) in Göttingen und Hannover mit dem Dienstgrad des Schützen.
Nach der Neugründung der NSDAP im Februar 1925 trat Körber zum 11. Mai 1925 erneut bei (Mitgliedsnummer 4.202). Die zuständige Ortsgruppe nannte sich 1925 noch „Vereinigte Ortsgruppen Edesheim – Stöckheim – Hohnstedt“ des „Sturmbanners schwarz-weiß-rot“. Die Ortsgruppe Edesheim wurde in den Folgejahren als die „älteste Ortsgruppe Südhannovers“ bezeichnet.
Er gehörte dem örtlichen SA-Sturm in der Zeit von 1925 bis Ende 1930 an. SS-Anwärter wurde er am 1. Dezember 1931. Die Aufnahme in die SS erfolgte am 15. Februar 1932 (SS-Nummer 5.887). Als Führer des 3. SS-Sturms Edesheim, der zum 3. Sturmbann der 12. SS-Standarte gehörte, unterstanden ihm bereits 1931 105 Mann.
Körber absolvierte den ersten SS-Kurs (8. Lehrgang / 1. SS-Kurs der Reichsführerschule; VIII. Lehrgang an der Reichsführer-Schule in München / 1. SS-Lehrgang) vom 31. Januar 1932 bis zum 20. Februar 1932. Spätestens hier traf er nachweislich auf Adolf Hitler, Heinrich Himmler, Franz Schädle, den letzten Kommandanten des FBK, uvm.
Am 29. Februar 1932 wurde er im Hotel Kaiserhof (Berlin) von Heinrich Himmler als eines von acht Mitgliedern des damals erstmals aufgestellten sogenannten Führerbegleitkommandos unter Leitung von Sepp Dietrich ausgewählt, das sich fortan ständig in der Nähe Hitlers aufhielt und den engsten Ring seines Personenschutzes bildete. Er gehörte diesem Kommando in der Folge knapp dreizehn Jahre lang bis zum Kriegsende 1945 an. Er gehörte seit Mai 1934 zum Stab der Leibstandarte Adolf Hitler. In der SS wurde Körber nacheinander zum Untersturmführer (15. Februar 1932), Obersturmführer (9. November 1933) und Hauptsturmführer (20. April 1935 – Hitlers Geburtstag durch den Reichsführer SS persönlich) befördert.
August Körber musste im Sommer 1944 zu einem Fronteinsatz, da Hitler darauf bestand, dass seine Leibwachen auch Fronterfahrung machen sollten; Körber versah seinen Frontdienst bei einer Mörserbatterie der Leibstandarte-SS Adolf Hitler.
Er erhielt folgende Auszeichnungen: Goldenes Parteiabzeichen (1934), Träger des Totenkopfrings des Reichsführers SS, auch war er Inhaber des SS-Ehrendolches, Träger des Ehrenwinkels der Alten Kämpfer und Inhaber des Julleuchters. Das Eiserne Kreuz 2. Klasse erhielt er am 1. Juli 1944 direkt nach dem Fronteinsatz.
August Körber war bis April 1945 in der Reichskanzlei tätig, brachte am 21./22. April Unterlagen zum Berghof (Obersalzberg) und wurde im Mai 1945 von US-Truppen verhaftet.
Nach 1945 eröffnete er die Kiesbaggerei August Körber in seiner Heimat Edesheim.